# Кјуанон
Кјуанон је америчка политичка теорија завере и политички покрет.
Настала је у америчкој крајње десничарској политичкој сфери 2017. Кјуанон се фокусира на лажне тврдње анонимне особе или појединаца познатих као "Q". Те тврдње су преносиле, развијале и допуњавале бројне заједнице и утицајни људи повезани са покретом. Основна теорија Кјуанона је да је завера сатанских, канибалистичких сексуалних злостављача деце који управљају глобалним ланцем трговине деце сексом уротила против бившег америчког председника Доналда Трампа током његовог мандата. Кјуанон има директне корене у Пицагејт-у, интернет теорији завере која се појавила годину дана раније; такође укључује елементе многих других теорија. Неки стручњаци су Кјуанон описали као култ.
Следбеници теорије завере кажу да се Трампова администрација тајно борила против завере педофила и да ће спроводити масовна хапшења и погубљења хиљада чланова завере на дан познат као „Олуја“ или „Догађај“. Присталице Кјуанона су именовале демократске политичаре, холивудске глумце, високе владине званичнике, пословне тајкуне и медицинске стручњаке као чланове завере. Кјуанонје такође тврдио да је Трамп стимулисао заверу руског мешања у америчке председничке изборе 2016. како би ангажовао Роберта Милера да му се придружи у разоткривању ланца трговине сексом и спречио државни удар Барака Обаме, Хилари Клинтон, и Џорџа Сороша. Кјуанон је описан као антисемитски или укорењен у антисемитским становиштима, због фиксације на јеврејског финансијера Џорџа Сороша и теорија завере о породици Ротшилд, честој мети антисемита. Многи га такође сматрају антисемитским због велике сличности са антисемитском крвном клеветом, митом да Јевреји узимају крв деце у ритуалне сврхе.
Иако има своје порекло у старијим теоријама завере, први К-ов пост је био у октобру 2017. на анонимној веб страници за слике 4чен. Q је тврдио да је високи владин званичник са са приступом осетљивим информација, које обухватају информације о Трампово администрацији и њеним противницима у Сједињеним Државама. К се убрзо преселио на 8чен, чинећи га Кјуаноновом базичном интернет страницом. Кјуови често загонетни постови постали су познати као „капи“, које су касније прикупљале апликације и веб-сајтови. Теорија завере се проширила у вирусни феномен и брзо надишла интернет културу, постала позната међу општом популацијом и претворила се у прави политички покрет. Следбеници су почели да се појављују на скуповима Трампове кампање за реизбор у августу 2018, а Трамп је увећао број Кјуанон налога на Твитеру својим ретвитовањима. Кјуанон теорије завере су такође преносиле руске и кинеске државне медијске компаније, налози тролова на друштвеним мрежама, и екстремно десничарска Фалун гунг.
Од свог појављивања у америчкој политици, Кјуанон је покренуо покрете широм света. Тачан број присталица Кјуанона је нејасан, али група има велики број пратилаца на интернету. Након појачаног испитивања покрета и његових хештегова, главне друштвене мреже као што су Твитер и Фејсбук почеле су да предузимају мере да зауставе ширење теорије завере.
Кјуанон следбеници су починили акте насиља у бројним приликама. Чланови покрета активно су учествовали на америчким председничким изборима 2020. године, током којих су подржавали Трампову кампању и водили информациони рат у покушају да утичу на бираче. Након победе Џоа Бајдена, они су били укључени у напоре да се пониште резултати избора. Неколико Трампових сарадника, као што су генерал Мајкл Флин и два члана његовог правног тима, Лин Вуд и Сидни Пауел, промовисали су теорије завере изведене из Кјуанона. Када ова тактика није успела, Трампове присталице – многи од њих следбеници Кјуанона - напали су амерички Капитол 6. јануара 2021. Напад на Капитол био је преломни тренутак за Кјуанон и довео је до даљег, трајнијег уклањања налога следбеника и одбацивања њихових тврдњи.